# 西暦
西暦（）とは、キリスト教で救世主と見なされるイエス・キリストが生まれたとされる年を元年（紀元）とする紀年法、またはイエス・キリストがユダヤ人として割礼を受けたとされる日を紀元1年1月1日とする紀年法である。西暦紀元、キリスト紀元ともいう。
のちに西暦元年とイエスの実際の生年には「ずれ」があることが判明したため、その他のできごと（たとえば、1年#できごとなど。）を西暦の定義に採用しなければならなくなった。
現在、パリにおけるメートル条約の調印年月日を1875年5月20日とする定義（詳細はISO 8601を参照。）やユリウス暦における1582年10月5日を1582年10月15日とする定義など、さまざまな定義が考案されているが、本質的にはすべて同じものである。
西暦には通常は0年は存在しないが、ISO 8601や天文学的紀年法においては、「西暦0年」および「負の西暦年」を設定している（詳細は#0と負の西暦を参照。）。
西暦は西ヨーロッパのキリスト教地域から徐々に普及し（後述）、西欧諸国が世界各地で進めた植民活動などによって伝わった結果、現在において世界で最も広く使われている紀年法となっている。ラテン文字表記はヨーロッパ各国で異なるが、日本や英語圏では、ラテン語の「A.D.」または「AD」が使われる。これは「アンノドミニ (Anno Domini)」の略であり、「主（イエス・キリスト）の年に」という意味である。しかし、19世紀以降においては、非キリスト教徒との関係から、ADの代わりに共通紀元（Common Era、略称：CE）という名称を、紀元前（BC）の代わりに共通紀元前（Before Common Era、略称：BCE）という名称を使おうとする動きが広まっている（詳細は#中立的な表現を参照。）。
本年は2025年（UTC）である。

## 歴史

### 誕生
西暦は6世紀のローマの神学者ディオニュシウス・エクシグウスによって算出された。525年、ディオニュシウスはローマ教皇ヨハネス1世の委託を受けてキリスト教の移動祝日である復活祭の暦表（復活祭暦表）を改訂する際に、当時ローマで用いられていたディオクレティアヌス紀元（ローマ皇帝ディオクレティアヌスの即位日である284年8月29日を紀元とする。）に替えて、イエス・キリストの受肉（生誕年）の翌年を元年とする新たな紀元を提案した。これはディオクレティアヌスがキリスト教の迫害者であり、その迫害者の名を残す事が疎まれたからである。
聖書の記述によると、イエスが復活した日はユダヤ教の過越の祭り（春分の頃の最初の満月の日）の前日から3日目の日曜日（主日）であり、伝承では「ユダヤ暦でニサンの月の14日」（ユリウス暦の3月25日）とされていた。ディオニュシウスはイエスの生誕年を求めるにあたり、ディオクレティアヌス紀元279年が、伝えられるイエスの復活した日の状況と合致することを発見した。そこで、ここから過越の祭りと同日である復活祭の日付が532年で一巡するという当時の知識に基づき、一巡に要する532年にその時のイエスの年齢が「満30歳であった」とする当時の聖書研究者の見解を根拠として、31年を加えた。これにより「ディオクレティアヌス紀元279年＝キリスト紀元563年」の等式が成り立ち、この年号を出発点として他の年号が求められた。ディオニシウスはこの年号を「主の体現より (ab incarnatione Domini)」と表した。また、紀元の始点を（イエス生誕を祝うクリスマスの12月25日ではなく）1月1日までさかのぼらせた。

### 割礼日
イエス・キリストの割礼日を紀元1年1月1日とする紀年法は、割礼年初と称される。佐藤幸治は自著の中で以下のように説明している。
また、ザ・ガーディアンは、紀元1年1月1日から毎年1月1日には、イエス・キリストの割礼日を祝ってきたということを説明している。
なお、12月25日のクリスマスは、あくまでもイエスが降誕したことを祝う日であり、誕生日というわけではない。イエスの誕生日は聖書に記述がなく、不明である。

### 受容
西暦1年から524年までは概念上の存在であり、同時代に紀年法として使用されたことはない。その後も長らくこの紀年法は受け入れられず、731年にベネディクト会士ベーダ・ヴェネラビリスが『イングランド教会史（イギリス教会史）』をキリスト紀元で著してから徐々に普及し、キリスト教会のなかで広く使われ始めたのは10世紀以降であり、一般の人が使い始めたのはヨーロッパでも16世紀に入ってからである。
西暦が国際社会全体で、最も用いられる年号となったのは、キリスト教圏であるヨーロッパ各国の世界進出や植民地拡大により非キリスト教国でも西暦が普及したからである。

### 正教圏
東ローマ帝国などの正教会諸国では10世紀以降、世界創造紀元（『旧約聖書』の『創世記』にある天地創造が基準。西暦紀元前5508年を元年とする）が使用されていた。現在も正教会の幾つかの教会で使用されている。西暦がキリスト教圏すべてで用いられた訳ではないので、注意が必要である。
また紀年法が異なるのみならず、正教圏では20世紀初頭に至るまで西欧とは異なり、グレゴリオ暦ではなくユリウス暦が用いられていた。現在でもアトス山、エルサレム総主教庁、ロシア正教会、セルビア正教会などがユリウス暦を使用している。他方、コンスタンディヌーポリ総主教庁、ギリシャ正教会などは修正ユリウス暦と呼ばれる、月日にグレゴリオ暦と同様の修正を施したユリウス暦を使用している。

## 西暦元年とイエス生年のずれ
ディオニュシウスの求めた紀元は、今日推定されるイエスの生年から4年ほどずれていると考えられている。現在では、イエスはヘロデ大王の治世の末期、紀元前4年ごろに生まれたと考えられている。これは、新約聖書の2つの記述が根拠となっている。
    ※この人口調査は紀元前4年に行われたとされている。
これらの記述自体に歴史的な裏づけはないが、ヘロデ大王在位中にイエスが誕生したことは明らかであり、ヘロデ大王の死は当時の文書などにより紀元前4年という説が有力視されているため、イエスは少なくとも紀元前4年には誕生していたと考えられている。

## 紀元前
西暦1年以前を表現する場合、西暦1年の前年を0年ではなく紀元前1年とし、過去に遡る度に年数を増やす「西暦紀元前」を使う。例えばカエサルが暗殺された年は紀元前44年である。この記法は17世紀のフランスイエズス会の神学者ディオニシウス・ペタヴィウス (Dionysius Petavius) (1583–1652)（別名ドニ・プト (en:Denis Pétau) ）の発案によるものであり、18世紀末になってようやく一般化した。
日本では、通常「紀元前××××年」と言う。日本での欧文表記は、英語の“Before Christ”の略であるB.C.またはBCである。

### 0と負の西暦
西暦1年より前の年数を表すには「紀元前」を用いるので、通常は0年や負数を持つ西暦年は存在しない（0世紀も存在しない）。しかし天文学では西暦の概念を数直線上の0および負数へ拡張して用いる。これは天文学的紀年法（en:Astronomical year numbering）と呼ばれる。
通常の紀年法の二元的なイメージ：

天文学的紀年法が準拠する数直線：

この場合、西暦1年は「1年」、紀元前1年は「0年」、紀元前2年は「−1年」、紀元前3年は「−2年」・・・と表記される。例えば紀元前44年（カエサルが暗殺された年）は、西暦−43年である。この拡張された西暦は、日付と時刻の表記を規定する国際規格であるISO 8601でも採用されている。ISO 8601においては、年の表記は 0001 が西暦1年を表し、0000 は紀元前1年、−0001 は紀元前2年、−0002 は紀元前3年である（ただし、事前に通信の送信側と受信側との間での合意が必要である）。

## 表記
日本では西暦年での表記が増えており、「2025年」あるいは下2桁のみで「25年」または数字の前にアポストロフィ(')を付して「'25年」と表記する事が多い。元号と区別するためには、「西暦2025年」と、「西暦」を年の前に付ける。ただし「西暦+下2桁」（例えば、西暦25年）とは書かない（詳細は後節の「#西暦と各国の紀年法の関係」を参照）。また、百年紀を跨ぐ複数の年を表す場合には略さずに4桁（または3桁）で表記される。
キリスト教由来の紀年法として明示する場合は「キリスト紀元」と表記する。「紀元」と紀年法を明示せずに表記する場合、現在ではキリスト紀元（西暦）を指しているが、大日本帝国では神武天皇即位紀元（皇紀）を指していた。
英語では、2025または25と書くのが普通だが、まれに西暦である事を明示するためには、"AD 2025" と書く。紀元前ならば "123 BC" と書く。
英語のADは、ラテン語の Anno Domini（主〈イエス・キリスト〉の年に）に由来するが、他の多くのヨーロッパ諸語ではラテン語表現を使わない。たとえばフランス語ならば、フランス語で「キリスト前/後」を意味するAprès Jésus-Christ / Avant Jésus-Christ（を略したもの）を使う。

## 中立的な表現
キリスト教に基づく表現であるAnno Domini（AD）、Before Christ（BC）を、より中立的に、たとえば英語ではCommon Era（共通紀元）、 Before Common Era（共通紀元前）とする動きが起きている。
もともと18世紀ごろからユダヤ教徒の間で、Common EraやVE (Vulgar Era) を使う動きがあった。背景には、19世紀から20世紀初期にかけて、西洋のシステムがグローバルスタンダードになって行く中で、非キリスト教圏にも西暦が浸透して行き、特に欧米の非キリスト教徒には強い抵抗感があったことがある。
2002年に、イングランドとウェールズの公立学校が、CE、BCE を導入した。『ワールド・アルマナック』2007年度版なども追随し、出版業界でも切り替えの動きが広がっている。また、アメリカの大学入試テストなどを運営する非営利団体のカレッジボードなども導入している。
たとえば、Unicode Standard ではceとbceを使っている。

## 西暦と各国の紀年法の関係

### 日本
日本には、16世紀にカトリック教会の宣教師によって西暦がもたらされた。しかし、江戸時代になって禁教令が出されると、西暦はキリスト教と結びついた紀年法であったため、使用が禁じられた。実際、1641年における、平戸のオランダ商館の出島への移転は、西暦が使われたことを、長崎奉行が問題視したために実行された。
再び西暦が使われるようになったのは、西洋に合わせる形で1872年（明治5年）に天保暦（太陰太陽暦）からグレゴリオ暦（太陽暦）への移行が決まってから（改暦の詳細については「明治改暦」を参照）のことであり、日常生活に普及し始めたのは第二次世界大戦後のことである。
日本の政府機関や地方公共団体などが作成する公文書（住民票など）における年の表記は、基本的に元号のみが用いられているが、日本国憲法の政教分離規定・信教の自由の観点から、国民が提出する申請書などへの西暦の使用が禁止されているわけではない（元号#元号使用の現状を参照）。自衛隊の装備命名は西暦の下二桁で行われている。
気象測器検定規則（平成14年3月26日国土交通省令第25号）に定められた気象機器の検定証印の年表示（第13条）や、乳及び乳製品の成分規格等に関する省令（昭和26年12月27日厚生省令第52号）に定められた食品の賞味期限表示、日本国旅券の名義人の生年、運転免許証や個人番号カードの有効期限のように、一部の例外として西暦を使用する法令も存在する。また外交青書は、西暦主体の表記となっている。
今日の日常生活では、「2000年（平成12年）」のように元号と併記する場合がある。NHKを除く主要なマスメディア（新聞・テレビなど）の多くは、主に西暦を使用しており、法令番号や判例など、元号で記される公文書を示す場合は、西暦に換算するか西暦を併記している（その他日本国内における元号との使い分け事例などについては「元号#元号使用の現状」を参照）。
西暦と同様の紀年法として、日本には神武天皇即位紀元（皇紀、神武紀元）が存在する。明治期から太平洋戦争終了までは元号と共に皇紀も用いられた。現在でも法令として有効である閏年の置き方に関する勅令（閏年ニ関スル件、明治31年5月11日勅令第90号）では、閏年の判定を西暦ではなく、神武天皇即位紀元によって行うことが定められた。西暦は法制化されていないため、長期紀年法としては、神武天皇即位紀元が、今でも法制上かつ暦法上の唯一のものであるが、戦後は一般には用いられていない。
西暦に対して、元号を用いた日本独自の紀年法のことを和暦、あるいは邦暦、日本暦と呼ぶことがある。

#### 「西紀」の語
この方式の紀年法の日本での呼び名は、今日では「西暦」と呼ばれる事が圧倒的に多いが、幕末から昭和時代にかけては「西洋紀元」を省略して「西紀」と言う表記も行われていた。本来なら西暦より西紀のほうがふさわしく、西暦と訳すのに適切なのは（西暦は「西洋の暦」の意であるから）グレゴリオ暦のはずである。実際、村田文夫の『西洋聞見録 後編』（1871年）では、「西暦」は西洋の暦法であるグレゴリオ暦（あるいはユリウス暦）を指している。まれに「キリスト紀元」（「基督紀元」）の表記も見られる。

### 中国
中華民国では、辛亥革命勃発（1911年）の翌年に当たる1912年に元号を廃止し、中華民国が樹立された1912年を元年とする民国紀元（中華民国暦）を採用した。中華民国では宣統の次の元号のように「民国」という表記で扱われている。中華民国が台湾に逃れた1949年10月以降も、政府機関が公的な場で使用している紀年法であり、民間では西暦と共に使用されている。
1949年10月1日に成立した中華人民共和国では、民国紀元も廃止され、政府機関も民間も西暦（公元）に統一されている。歴史に関する話題で元号を使用（あるいは併用）していても、1912年以降は元号が廃止されているので、西暦のみを使用する（中華民国時代についても民国紀元を使わない）。

### 朝鮮半島
朝鮮半島で南北に存在する大韓民国（韓国）と朝鮮民主主義人民共和国（北朝鮮）では、同一の朝鮮民族を主体とする2つの国家が独自の紀年法を西暦と併用して維持している。
韓国では朝鮮神話における最初の王朝、檀君朝鮮の初代王である檀君の即位年とされる紀元前2333年を紀元とした檀君紀元が提唱され、建国直後の西暦1948年（檀君紀元4281年）から1961年（同4294年）までは公文書に記載されていたが、1962年1月1日からは廃止された。ただし、その後も檀君紀元は民間の中で使用が続けられている。
北朝鮮では西暦1948年の建国から西暦のみが使われてきたが、1997年9月9日から主体年号の使用が告知され、公式行事や同国の報道機関で使用されるようになった。これは同国の初代かつ唯一の国家主席である金日成の生誕年である西暦1912年を紀元としたもので、結果として民国紀元（中華民国暦）と同年となる。日本語で表記する場合には「主体□□年」、ないし朝鮮語の発音をカタカナにした「チュチェ□□年」となる。

### 東南アジア・南アジア地域
東南アジア・南アジア地域のうち、仏教、特に上座部仏教の信徒が多数を占めているタイ・カンボジア・ラオス・ミャンマー・スリランカなどでは、仏教の開祖である釈迦の入滅（死去）した年を基準とする仏滅紀元（仏暦）が普及している。なお、ミャンマーとスリランカでは釈迦の入滅年とされる紀元前544年を紀元元年、タイ・カンボジア・ラオスではその翌年である紀元前543年を紀元元年とし、1年のずれが生じている。
特に王室が仏教を厚く保護するタイ王国ではこの仏暦が公式文書で使われている。この場合、タイ語では仏滅紀元、西暦が普及している国で広く使われる英語や日本語では西暦で表記される例がある。また、西暦1940年（仏滅紀元2483年）に仏暦が9月で打ち切られて元日が揃えられ、「西暦ｙ年ｍ月ｄ日＝仏滅紀元ｙ+543年ｍ月ｄ日」の計算式が成立したが、一部では整理前の年号が使用されているともいわれる（詳細は「仏滅紀元」も参照）。